# Candia dei Colli Apuani amabile
Il Candia dei Colli Apuani amabile è un vino DOC la cui produzione è consentita nella provincia di Massa-Carrara.

## Caratteristiche organolettiche
- colore: giallo paglierino più o meno intenso
- odore: profumo gradevole, delicato, leggermente aromatico, caratteristico
- sapore: fruttato, amabile, armonico, vivace o tranquillo

## Produzione
Provincia, stagione, volume in ettolitri
- Massa-Carrara  (1990/91)  859,4
- Massa-Carrara  (1991/92)  721,02
- Massa-Carrara  (1992/93)  921,0
- Massa-Carrara  (1993/94)  895,05
- Massa-Carrara  (1994/95)  746,07
- Massa-Carrara  (1995/96)  843,05
- Massa-Carrara  (1996/97)  919,6